# Дешпортіву ді Мапуту
Групу Дешпортіву ді Мапуту або просто Дешпортіву ді Мапуту (порт. Grupo Desportivo de Maputo) — професіональний мозамбіцький футбольний клуб з міста Мапуту.

## Історія клубу
31 травня 1921 року професор Са Коуту, Жозе Марія Родрігеш, Альфреду Фрагушу, Амеріку Кошта, Мартінью Карвалью Дурау та професор Кабанелаш заснували футбольний клуб під назвою «Групу Дешпортіву де Лоренсу Маркеш». Після здобуття незалежності Мозамбіком в 1976 році, клуб було перейменовано в «Групу Дешпортіву ді Мапуту». Логотип клубу був також змінений.
В 1925 році «Дешпортіву» виграв свій перший титул — чемпіонат міста Лоренсу-Маркіш, який з 1961 року більше не проводився. У 1957 році клуб виграв свій перший з восьми титулів чемпіонату Мозамбіка, який почав проводитися з 1956 року. Останнім тріумфом «Дешпортіву» стала перемога в чемпіонаті Мозамбіку в 2006 році. У 2012 році команда вперше вилетіла з турніру.
Першим відомим гравцем «Дешпортіву», який в португальській метрополії мав успіх, був Маріу Вілсон, зірка лісабонського «Спортінга». Потім він як головний тренер виграв чемпіонат з «Бенфікою» та тренував збірну Португалії. Наступним був Маріу Колуна, який виступав у складі «Бенфіки» з 1954 року і виграв з нею в 1961 та 1962 роках Кубок європейських чемпіонів. З національною збірною Португалії він в 1966 здобув третє місце на чемпіонаті світу.

## Стадіон

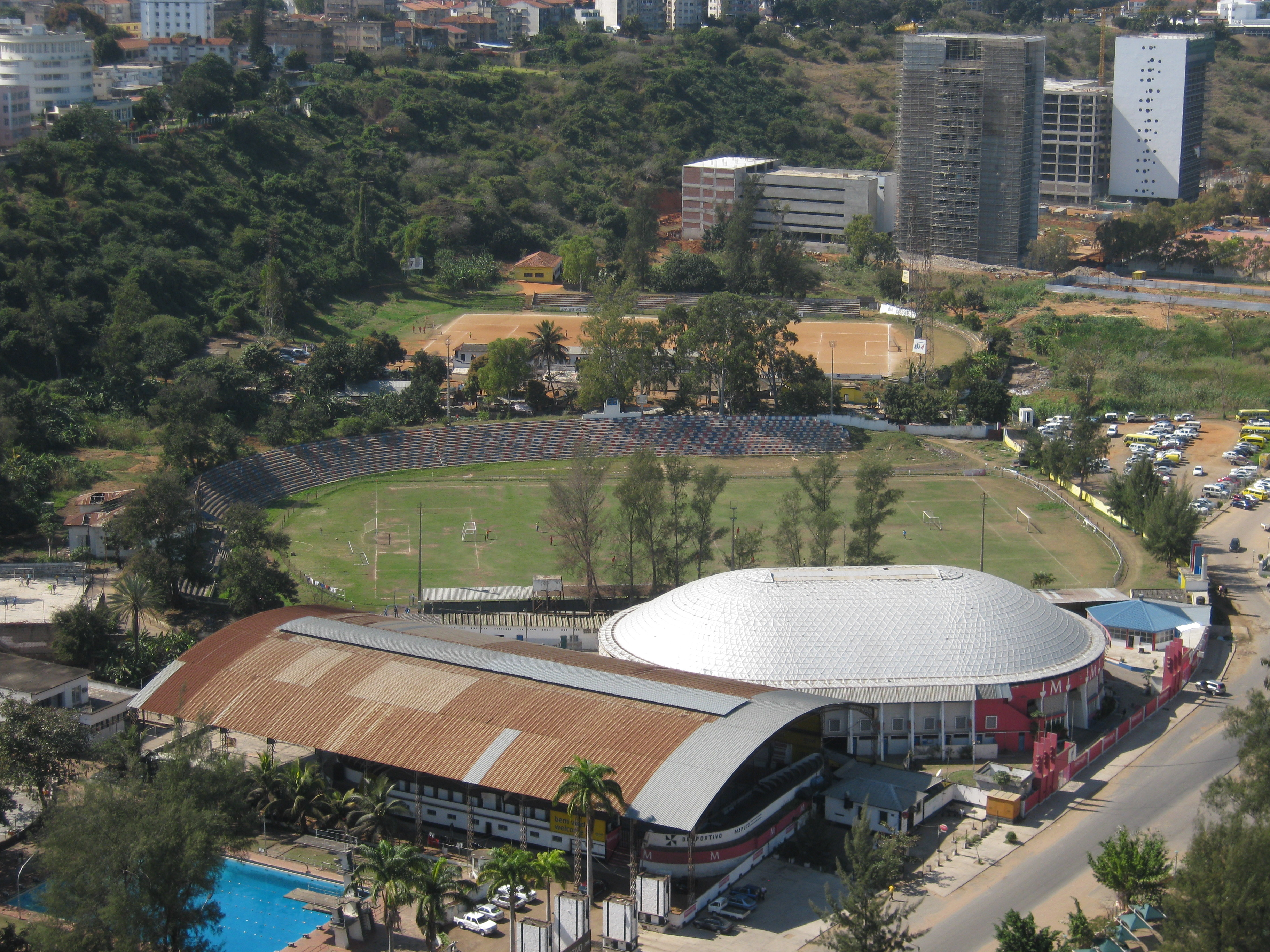
Естадіу ду Дешпортіву

«Дешпортіву ді Мапуту» грає свої домашні матчі на стадіоні «Ештадіу ду Дешпортіву», який вміщує 4 000 глядачів.

## Досягнення
- Чемпіонат міста Лоуренсу Маркіш з футболу:
  -  Чемпіон (12): 1925, 1926, 1927, 1929, 1937, 1944, 1945, 1946, 1952, 1956, 1957, 1959.

- Чемпіонат Мозамбіку з футболу (колоніальний період):
  -  Чемпіон (2): 1957, 1964

- Чемпіонат Мозамбіку з футболу:
  -  Чемпіон (6): 1977, 1978, 1983, 1988, 1995, 2006
  -  Срібний призер (7): 1976, 1984, 1989, 2004, 2007, 2008, 2009
  -  Бронзовий призер (3): 1980, 2003, 2005

- Кубок Мозамбіку:
  -  Володар (2): 1983, 2006
  -  Фіналіст (1): 1989

- Суперкубок Мозамбіку:
  -  Володар (2): 2007, 2008

## Статистика виступів на континентальних турнірах
| Сезон | Турнір                     | Раунд      | Клуб                       | Вдома             | На виїзді         | Загальний         |
| ----- | -------------------------- | ---------- | -------------------------- | ----------------- | ----------------- | ----------------- |
| 1979  | Ліга чемпіонів КАФ         | Попередній | Матлама                    | 3-2               | 0-1               | 3-3 (в)           |
| 1982  | Кубок володарів кубків КАФ | Попередній | «Нашіонел Прігенті Агенсі» | технічна поразка1 | технічна поразка1 | технічна поразка1 |
| 1982  | Кубок володарів кубків КАФ | 1          | СК «Араб Контракторс»      | 0-2               | 2-3               | 2-5               |
| 1984  | Ліга чемпіонів КАФ         | Попередній | Манзіні Вондерерз          | 1-1               | 1-0               | 2-1               |
| 1984  | Ліга чемпіонів КАФ         | 1          | ФК «KCCA»                  | 2-3               | 1-6               | 3-9               |
| 1989  | Ліга чемпіонів КАФ         | 1          | «Зімбабве Сейнтс»          | 2-2               | 1-1               | 3-3 (в)           |
| 1996  | Ліга чемпіонів КАФ         | 1          | Кейп Таун Спарс            | технічна поразка2 | технічна поразка2 | технічна поразка2 |
| 1996  | Ліга чемпіонів КАФ         | 2          | Замалек                    | технічна поразка3 | технічна поразка3 | технічна поразка3 |
| 2007  | Ліга чемпіонів КАФ         | Попередній | «ЖС Сен-П'єрро»            | технічна поразка4 | технічна поразка4 | технічна поразка4 |
| 2007  | Ліга чемпіонів КАФ         | 1          | Мамелоді Сандаунз          | 1-1               | 0-2               | 1-3               |

1- «НПА» покинув турнір.

2- «Кейп Таун Спарс» покинув турнір.

3- «Дешпортіву ді Мапуту» покинув турнір.

4- «ЖС Сен-П'єрро» покинув турнір.

## Відомі гравці
- Зайнадін Жуніор
- Цельсу Халілу ді Абдул (Ману)
- Даріу Альберту Жезуш Монтейру
- Едсон Андре Сітое (Мешер)
- Мануель Жозе Луїш Бакуане (Тіку-Тіку)
- Жозимар Тіагу Машаїссі
- Біну
- Луїш Жерману Борлотеш Діаш
- Еліаш Гаспар Пелембе
- Жорже Жоакім Месса Вуланді
- Томаш Иануел Інгуана
- Авеліну Сальвадур Иплуана
- Зе Бернарду Кумбе